# Paracentrotus lividus

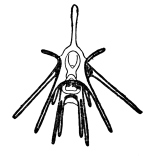
Pluteus de P. lividus.

Paracentrotus lividus (Lamarck, 1816) é uma espécie de ouriços-do-mar da família Parechinidae. É a espécie tipo do género Paracentrotus. A espécie tem distribuição natural nos fundos rochosos das costas do Mediterrâneo e do leste do Oceano Atlântico, desde a Escócia, aos Açores e às Canárias.

## Descrição
Apresenta um perfil corporal globoso, de simetria pentaradial, aplanado ventralmente, ocasionalmente também no dorso. Apresenta coloração geralmente arroxeada, mas pode variar e ser castanho escuro, castanho claro ou verde oliva. Tem um diâmetro de até 7 cm. Os espinhos são pouco numerosos e chegam a apresentar um comprimento igual ao diâmetro do corpo do animal.
Os juvenis emergem do ovo como uma pequena larva gelatinosa, que na sua máxima dimensão atinge poucos milímetros de comprimento, com simetria bilateral,  designada por larva pluteus, de cujo corpo semergem de 4 a 6 apêndices. Este estádio dura de 4 a 6 semanas, durante as quais o pluteus se mantém como zooplâncton na coluna de águas, transportado pelas correntes marinhas.
A espécie tem distribuição natural on mar Mediterrâneo e no oceano Atlântico oriental, das costas ocidentais da Escócias ao Norte de África, incluindo as ilhas da Macaronésia. Ocorre em fundos costeiros rochosos, mas por vezes é encontrado em prados marinhos do Mediterrâneo, nomeadamente em pradarias de Posidonia oceanica, dos 0 aos 30 metros de profundidade.
Em algumas zonas costeiras é conhecido pelo nome comum de ouriço-fêmea devido à errónea convicção de que estes ouriços seriam exemplares femininos da espécie Arbacia lixula, com a qual partilha o habitat..

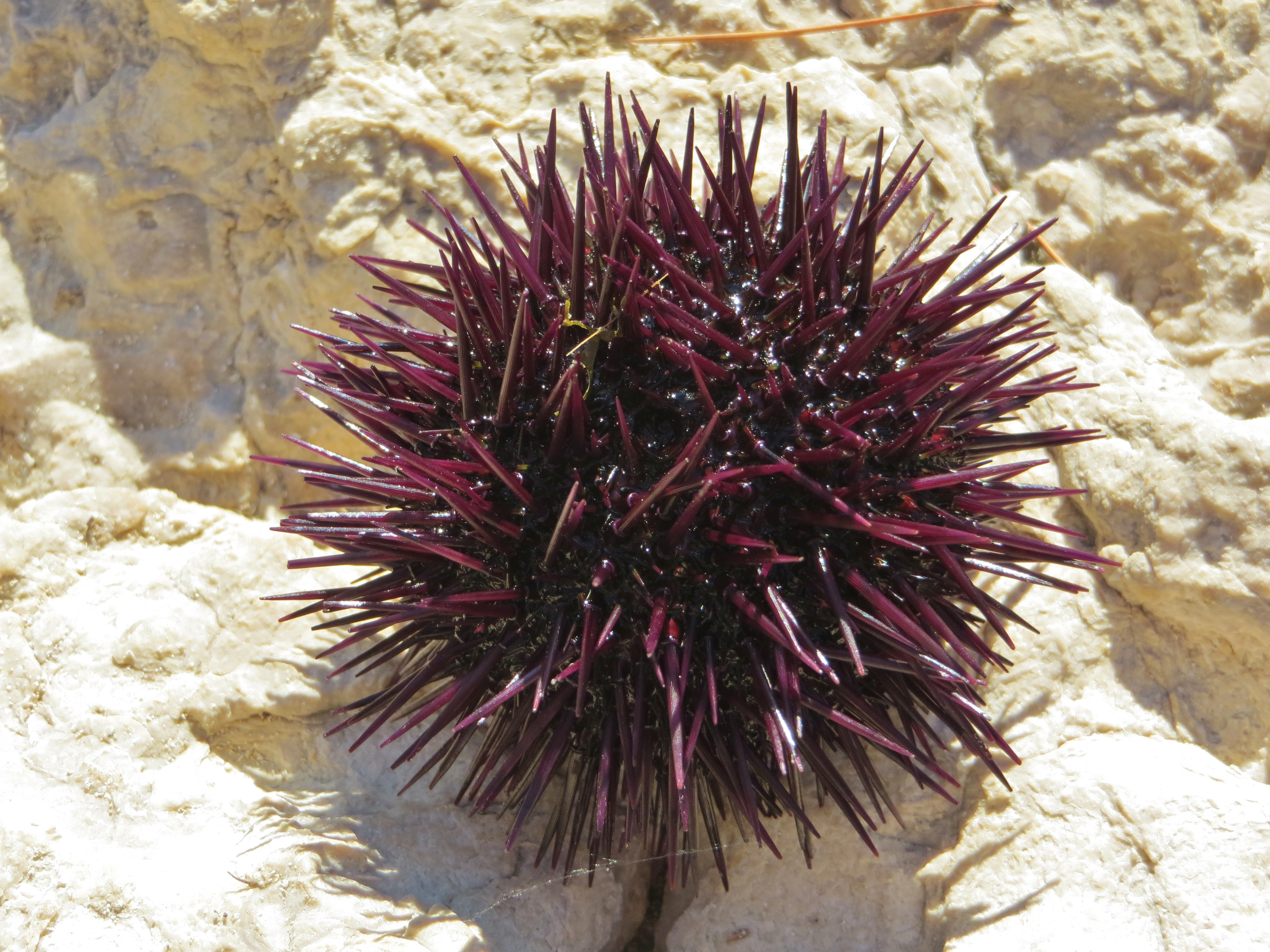
Face aboral (superior).
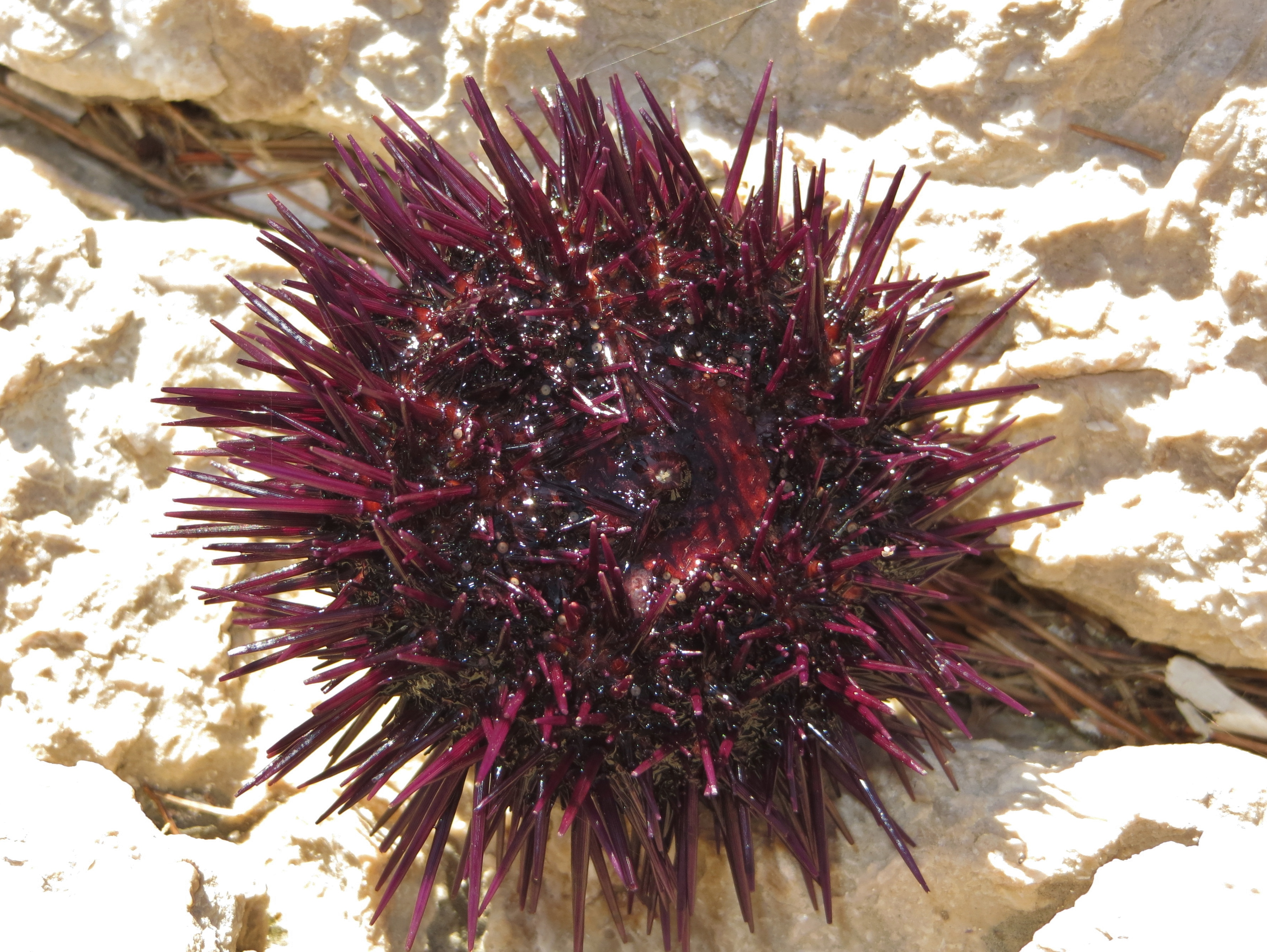
Face oral (inferior, com a boca no centro).
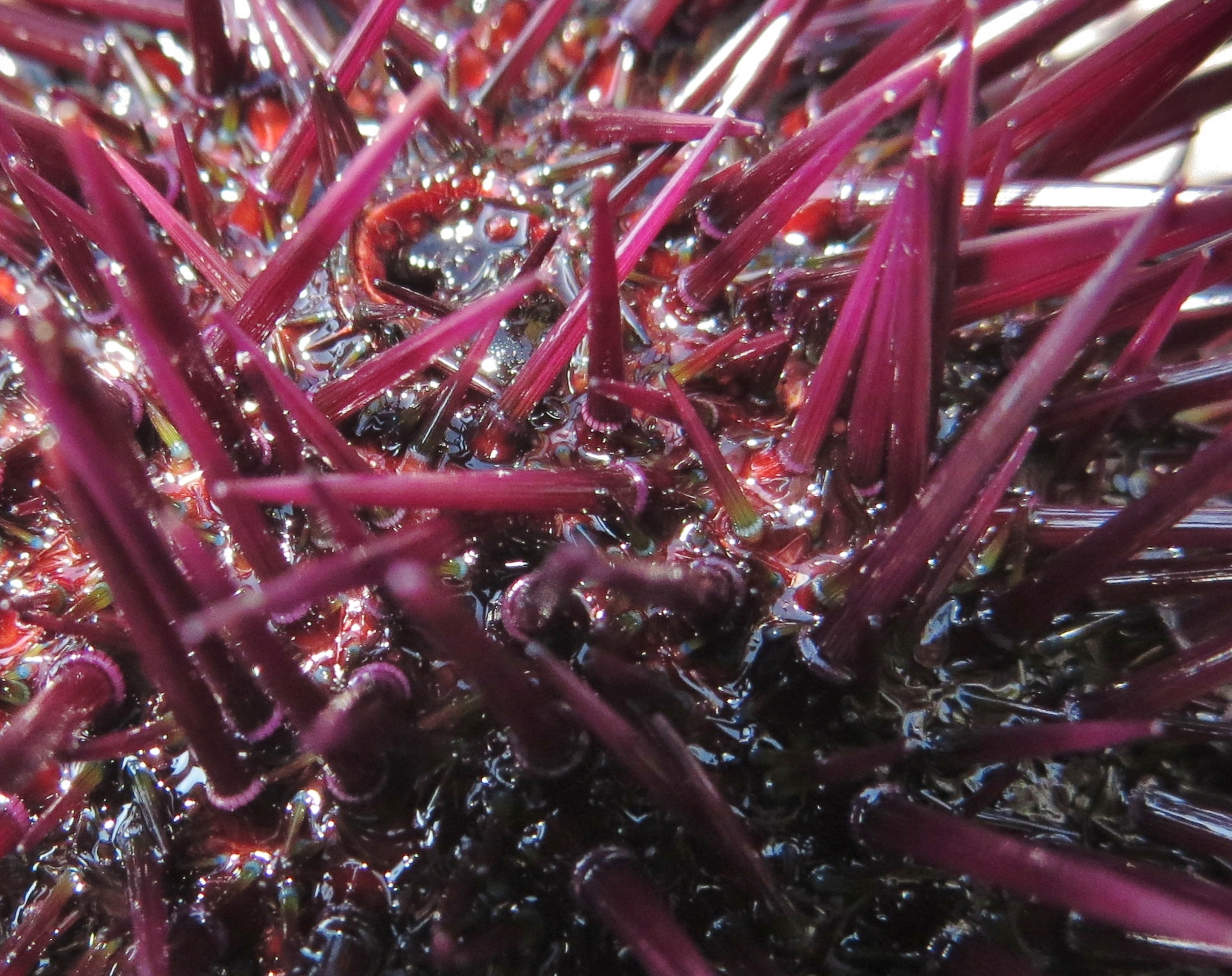
Os radíolos (espinhos), caracterizados por um círculo claro na base.
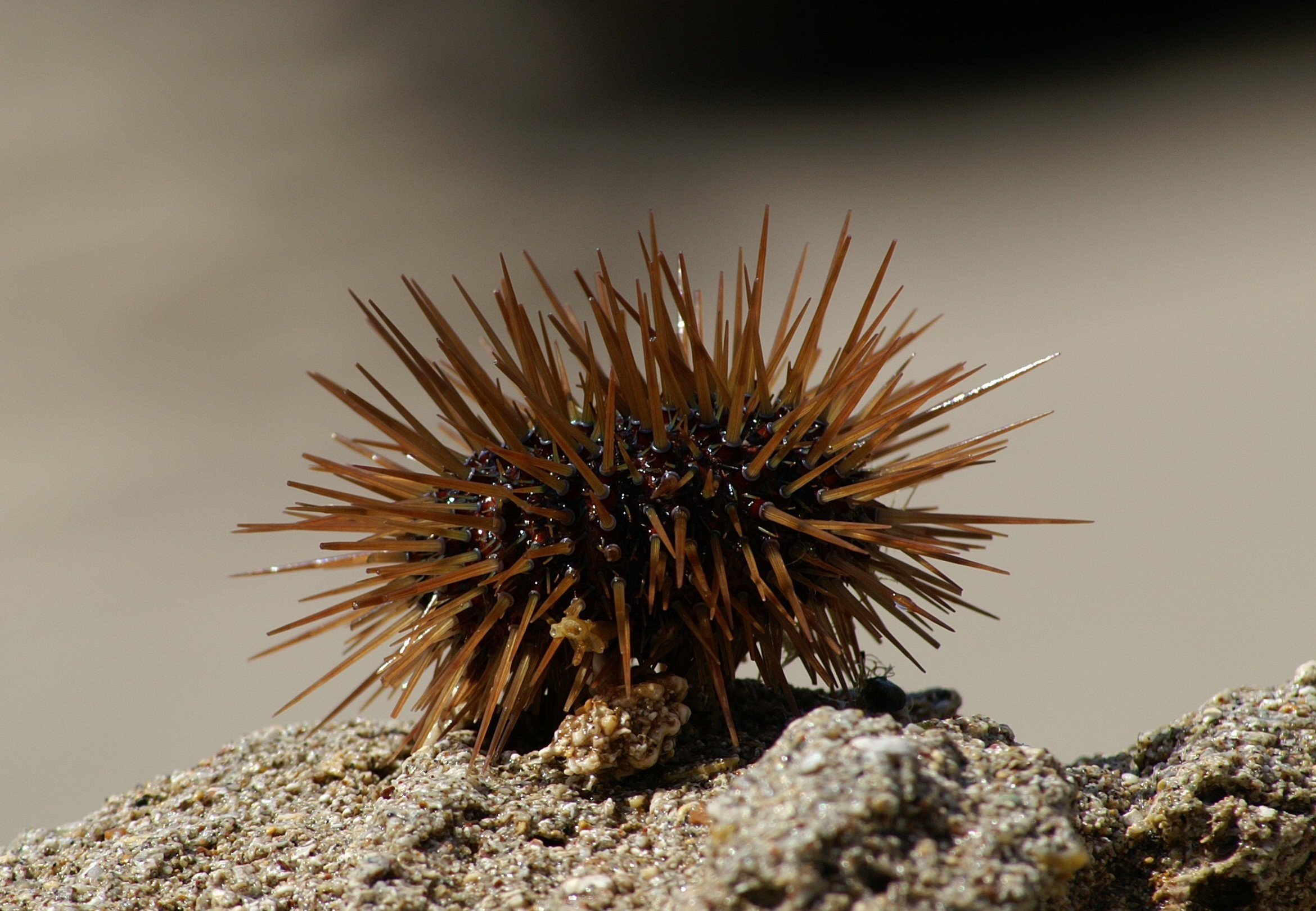
Exemplar juvenil.
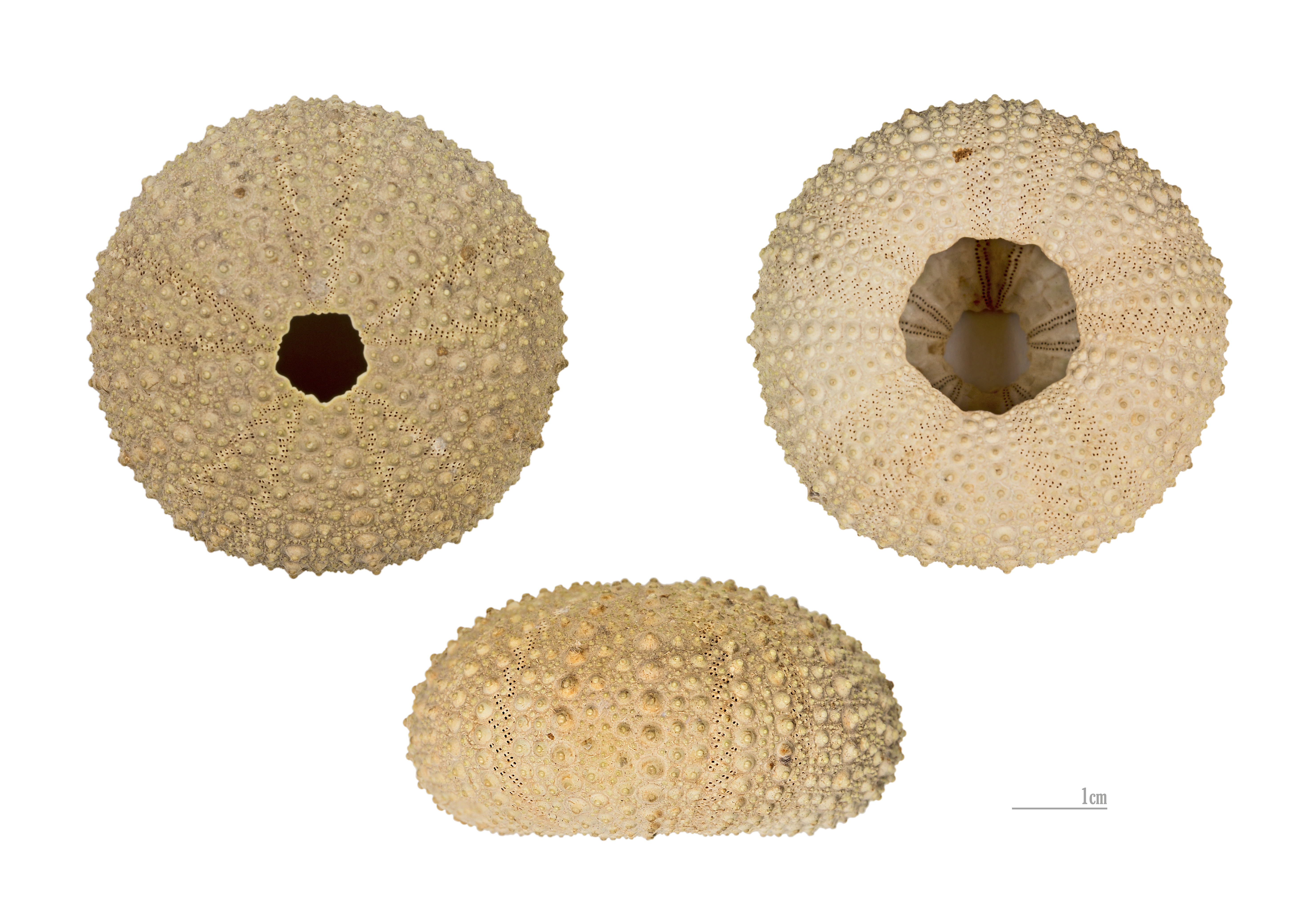
Paracentrotus lividus (colecção do MHNT).
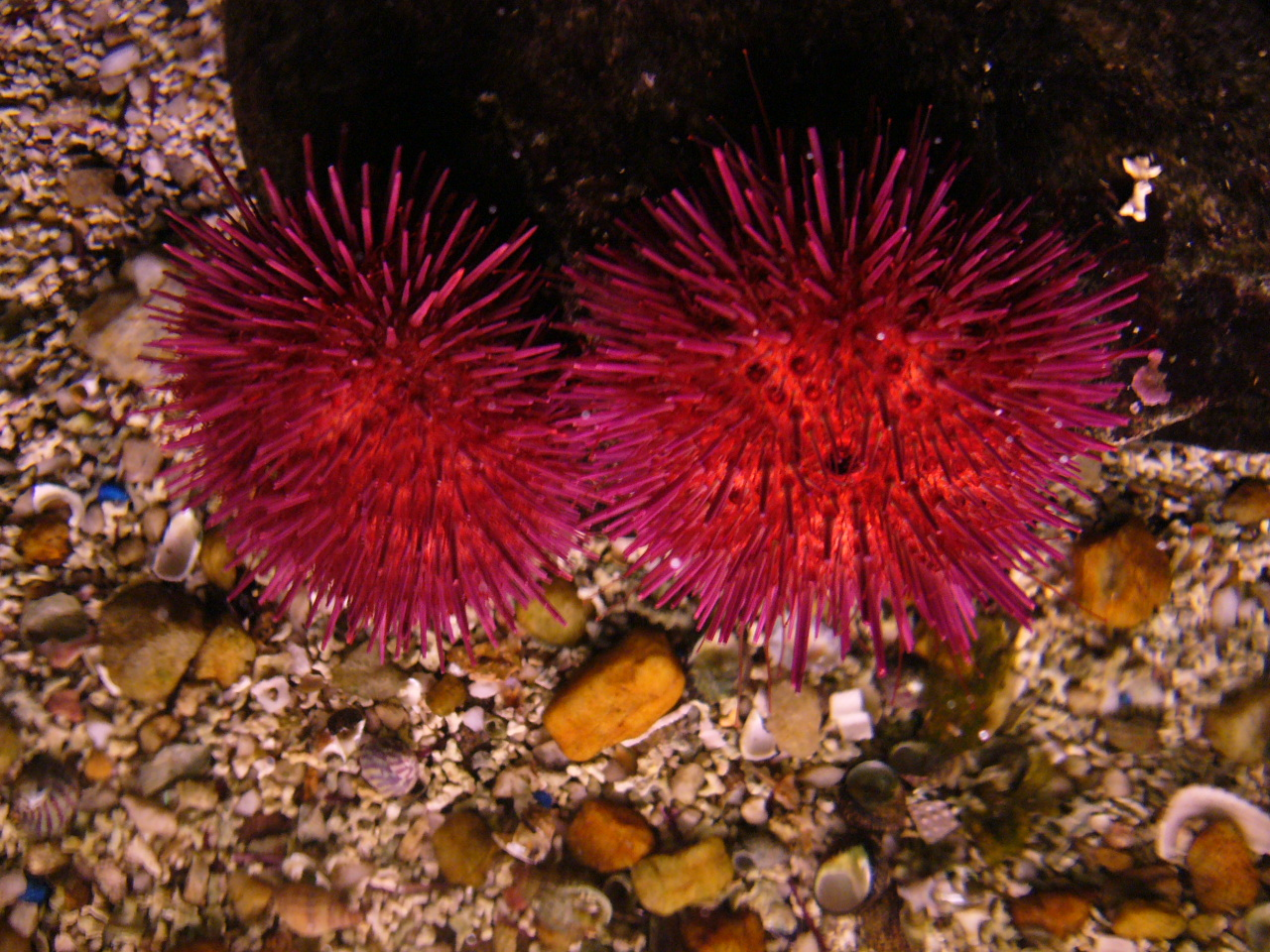
Exemplares no Aquário de Finisterra.
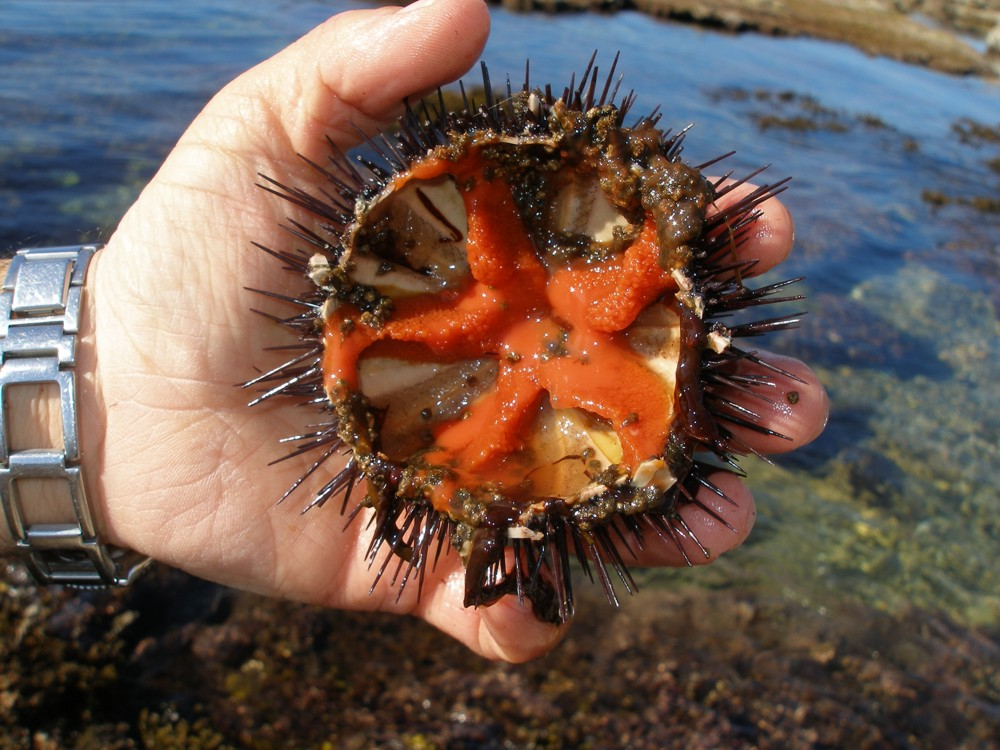
Gónadas comestíveis de P. lividus.